# Винилацетилен
Винилацетиле́н (бутен-1-ин-3) — органическое соединение, ненасыщенный углеводород, имеющий формулу C4H4. Содержит одну двойную и одну тройную углеродную связь.

## Физические свойства и токсичность
Бесцветный газ с резким запахом. Не растворим в воде, растворим в углеводородах, бензоле и др. органических растворителях.
Раздражает слизистые оболочки, ПДК 20 мг/м³.
NFPA: 

## Получение
Впервые винилацетилен был получен разложением четвертичной аммониевой соли:
[(CH3)3NCH2CH=CHCH2N(CH3)3]I2 → 2 [(CH3)3NH]I + HC≡C-CH=CH2
В промышленности винилацетилен получают олигомеризацией ацетилена в присутствии солей одновалентной меди и хлорида аммония в водной среде:
2 H-C≡C-H → CH2=CH-C≡CH
Другой вариант — дегидрохлорирование 1,3-дихлорбутена-2 гидроксидом калия в среде этиленгликоля:
CH2Cl-CH=CCl-CH3 + 2KOH → CH2=CH-C≡CH + 2KCl + 2H2O

## Химические свойства
Винилацетилен в реакциях обычно ведет себя подобно ацетилену.
См. подробнее статью Алкины
Присоединяет воду в присутствии солей ртути с образованием метилвинилкетона:
CH2=CH-C≡CH + H2O → CH2=CH-CO-CH3
Образует характерный осадок при пропускании в аммиачный раствор оксида серебра:
CH2=CH-C≡CH + Ag(NH3)2OH → CH2=CH-C≡C-Ag↓ + 2NH3 + H2O
Легко гидрируется в присутствии Pd до бутадиена:
CH2=CH-C≡CH + H2 → CH2=CH-CH=CH2
Важной реакцией винилацетилена является способность присоединять HCl c образованием хлоропрена.

## Применение
Реакция получения хлоропрена — мономера для синтеза хлоропреновых каучуков является одним из важнейших направлений использования винилацетилена в промышленности.
Продукты полимеризации винилацетилена находят применение в качестве лакокрасочных материалов.